# Wiehe
Wiehe es uno de los dos barrios principales de la ciudad de Roßleben-Wiehe, en el distrito de Kyffhäuser, en el estado federado de Turingia (Alemania), a una altitud de 140 metros. Su población a finales de 2016 era de unos 1600 habitantes. Se encuentra ubicado a poca distancia al sur de la frontera con el estado de Sajonia-Anhalt.
Era un antiguo pueblo cuya existencia se conoce ya en documentos del siglo VIII de la abadía de Hersfeld. Enrique I el Pajarero le concedió el título de ciudad y a lo largo de la Edad Media estuvo en manos de varias familias nobles. Hasta 2019, cuando se integró en la nueva ciudad de Roßleben-Wiehe, la ciudad de Wiehe era sede de un municipio que incluía las pedanías de Langenroda (desde 1994), Garnbach (desde 1950) y Hechendorf.